# Barbera Bianca
Barbera Bianca ist eine Rebsorte, die in der italienischen Region Piemont kultiviert wird. Dort wurde sie bereits im Jahr 1825 zum ersten Mal von Giuseppe Acerbi schriftlich erwähnt. Das Hauptanbaugebiet liegt in der Nähe der Städte Ovada und Acqui Terme, hauptsächlich in den Gemeinden Cremolino, Morsasco und Strevi. Ihr Anbau ist in den Provinzen Alessandria,  Asti und Cuneo empfohlen. Zu Anfang der 1990er Jahre lag die bestockte Rebfläche bei 366 Hektar, im Jahr 2016 bei 114 ha.
Den Namen der Barbera erhielt die Sorte aufgrund der ähnlichen Form der Traube und der Beeren. Eine DNA-Analyse ergab, dass es keine direkte Verwandtschaft beider Sorten gibt. Es handelt sich auch nicht um eine Farbmutation.
Siehe auch den Artikel Weinbau in Italien.

## Ampelographische Sortenmerkmale
- Die Triebspitze ist offen. Sie ist spinnwebig behaart und von hellgrüner Farbe.  Die jungen Blätter sind ebenfalls spinnwebig behaart und der Blattrand ist leicht rosa - bis kupferfarben.
- Die mittelgroßen Blätter sind fünflappig und tief gebuchtet (siehe auch den Artikel Blattform). Die Stielbucht ist U-förmig offen. Der Blattrand ist stumpf gezahnt. Die Zähne sind nur mittelgroß.
- Die konusförmige Traube ist mittelgroß und recht dichtbeerig. Die länglichen Beeren sind mittelgroß und von goldgelber Farbe.

Die mäßig wuchskräftige Rebsorte treibt spät aus und reift ca. 30 Tage nach dem Gutedel und gilt somit als spät reifend. Sie verfügt über eine gute Resistenz gegen den Falschen Mehltau ist aber anfällig gegen den Echten Mehltau und die Rohfäule. Barbera Bianca ist eine Varietät der Edlen Weinrebe (Vitis vinifera). Sie besitzt zwittrige Blüten und ist somit selbstfruchtend. Beim Weinbau wird der ökonomische Nachteil vermieden, keinen Ertrag liefernde, männliche Pflanzen anbauen zu müssen.

## Synonyme
Die Rebsorte Barbera Bianca ist auch unter den Synonymen Barbassese, Bertolino, Bertoulin, Caria l’Asu, Lardera, Lardera Bianca, Lardera delle Langhe, Martinella, Martinetta, Ovata Bianca, Peigein, Peigin, Peisin, Poisin Bianco, Poisino und Uva Ovata bekannt.